# Zborul 174
Zborul 174 (în engleză Falling from the Sky: Flight 174) este un film thriller canadian din 1995, regizat de Jorge Montesi.

## Rezumat
Într-un simulator de zbor, doi piloți de linie au parte de un scenariu în care avionul suferă o pierdere bruscă și completă de putere, provocând prăbușirea acestuia. Când aceștia protestează că un astfel de scenariu nu s-ar putea întâmpla niciodată, examinatorul le spune: "Nu este un vis. S-a întâmplat." 
Cu doi ani mai devreme, la 23 iulie 1983, pe aeroportul Dorval din Montréal, echipa de la sol a companiei Canada World Airways se chinuie să transforme galoanele în litri și kilogramele în livre, în timp ce se pregătește să alimenteze un Boeing 767 nou-nouț cu destinația Edmonton. Aceasta este prima aeronavă din flotă care folosește sistemul metric, iar necunoașterea lor îi face să facă o eroare de conversie. Între timp, Beth Pearson își conduce soțul, căpitanul Robert Pearson, la aeroport, neobișnuit de nerăbdătoare să-și primească socrii mai târziu în acea zi. În Montréal, primul ofițer Maurice Quintal acceptă cu reticență să înlocuiască un coleg rănit, lăsându-și în urmă soția bolnavă în fază terminală.
Cei doi piloți sunt îngrijorați de faptul că 767-ul lor are un indicator de combustibil inoperant, dar sunt liniștiți când văd că echipajul de la sol măsoară cantitatea de combustibil din rezervoare: 20 345 kg, mai mult decât suficient pentru a-i duce la Edmonton. Computerul de management al zborului va indica în permanență cantitatea aflată la bord. După o întârziere, pasagerii se îmbarcă la bordul zborului 174, inclusiv Rick Dion, mecanicul șef al companiei aeriene, precum și soția și băiatul său în vârstă de trei ani.
După decolare, Dion îi vizitează pe piloți în cabina de pilotaj. Conversația lor este brusc întreruptă de o serie de semnale sonore care indică o defecțiune la una dintre pompele de combustibil. După activarea supapei de alimentare încrucișată între rezervoare, alarma se oprește. O altă defecțiune a pompei este semnalată și echipajul își dă seama că problema lor nu este la pompele de combustibil. Quintal verifică carnețelul folosit de echipajul de la sol în Montreal și descoperă că au încărcat 20,345 de livre de combustibil, mai puțin de jumătate din cât ar fi trebuit.
Pearson decide să devieze spre Winnipeg. 767 este încă departe de acest aeroport când sună o altă alarmă, care indică faptul că aproape au rămas fără combustibil. Aceasta este urmată de defectarea celor două motoare și de oprirea completă a tuturor instrumentelor. Avionul dispare de pe ecranele radar ale controlorilor de trafic aerian, care nu pot comunica cu piloții. Căpitanul instruiește echipajul de cabină să ocupe pasagerii cu un exercițiu de urgență pentru a le menține calmul, dar devine evident pentru toată lumea cât de gravă este situația lor. Din fericire, o turbină cu aer comprimat intră în funcțiune, restabilind instrumentele, comunicațiile și puterea hidraulică limitată.
Printr-o lovitură de noroc, căpitanul Pearson este un fost pilot de planor, care a efectuat multe aterizări deadstick. Quintal își amintește că există un aerodrom mai aproape, nefolosit, în Gimli, iar echipajul decide să aterizeze acolo în loc de Winnipeg. Pearson derapează pentru a pierde altitudine. Echipajul se gândește pentru scurt timp să amerizeze într-un lac înainte de a zări în sfârșit aerodromul. Pearson îi spune lui Quintal să coboare trenul de aterizare pentru a crea rezistență la înaintare și pentru a reduce și mai mult viteza, astfel încât să nu depășească ținta, dar trenul de aterizare nu reușește să se fixeze. Fără ca ei să știe, pista abandonată a aerodromului este folosită de un raliu de mașini, de care trebuie să se ferească. În ciuda prăbușirii trenului de aterizare, piloții reușesc să oprească avionul la câțiva metri de capătul pistei. În timp ce pasagerii sunt evacuați, piloții folosesc extinctoare pentru a combate un incendiu în cabina piloților și toată lumea supraviețuiește.

## Distribuție
- William Devane - căpitanul Robert Pearson
- Scott Hylands - primul ofițer Maurice Quintal
- Shelley Hack - insoțitorul de zbor, Lynn Brown
- Kevin McNulty - insoțitorul de zbor senior, Larry Roberts
- Gwynyth Walsh - Pearl Dion
- Suzy Joachim - insoțitorul de zbor, Florence Bisaillon
- Nicholas Turturro - controlorul de trafic aerian, Al Williams
- Winston Rekert - Rick Dion
- Mariette Hartley - Beth Pearson
- Joel Palmer - Chris Dion
- Philip Granger - Phil Lyons
- John Novak - Len Daniels
- Jeremy Wilkin - James Nolan
- Molly Parker - Norma Sax
- Fulvio Cecere - co-pilotul simulator
- Wendy Van Riesen as Marie Quintal
- Tom Butler - pilotul Dave
- Fred Henderson - pilotul simulator

## Recepție
Zborul 174 a fost bazat pe Freefall: From 41,000 feet to Zero - A True Story de William și Marilyn Hoffer. Deși a păstrat numele reale a trei persoane cheie: Piloții Bob Pearson și Maurice Quintal și Rick Dion, inginer de întreținere la Air Canada și pasager, împreună cu familiile lor, numele celorlalte persoane, compania aeriană și numărul zborului au fost schimbate. Aeronava din secvențele de zbor este un avion de linie Boeing 767, dar scenele din interior au fost filmate folosind o machetă Boeing 747.
Căpitanul Robert Pearson, pilotul zborului al Air Canada 143 pe care se bazează filmul, are o apariție cameo la începutul filmului în calitate de instructor al simulatorului de zbor care le spune celor doi piloți că scenariul pe care tocmai l-au ratat s-a mai întâmplat.
Zborul 174 a primit recenzii mixte, iar criticul de film Hal Erickson a declarat: "Deși povestea reală are suficientă dramă inerentă pentru cinci filme de televiziune, producătorii au simțit nevoia să adauge câteva accente melodramatice exagerate pentru a spori suspansul; de asemenea, pasionații de aviație nu au fost prea mulțumiți de inexactitățile scenariului și nici puriștii filmului nu au fost impresionați de efectele speciale surprinzător de proaste, îmbunătățite de calculator. Cu toate acestea, filmul se mândrește cu interpretări excelente, în special din partea lui William Devane în rolul căpitanului Bob Pearson."
Todd Everett a simțit la fel în recenzia sa pentru Variety: "Deși se bazează pe un eveniment real, această dramă despre prăbușirea unui avion prezintă puțin suspans. Distribuția, formată în mare parte din canadieni necunoscuți, nu are valoarea vedetelor din diversele filme "Airport" și de teroare cu avioane; totuși, "Falling From the Sky! Flight 174" arată instinctele ingenioase ale directorilor de rețea care contraprogramează "A Woman of Independent Means" de la NBC, orientat spre femei și, de altfel, blocul de comedii de luni al CBS."